# Culoarea pielii umane
Culoarea pielii umane, denumită uneori și ten, prezintă o gradație continuă de la alb la maro închis aproape negru, uneori cu tonuri roz sau cuprate.
Cantitatea și natura melaninelor  conținute în piele, cât și repartiția lor, sunt principalele criterii care îi determină culoarea. Producând în medie mai puțină melanină decât bărbații, femeile au un ten ușor mai deschis. Carotenul alimentar poate, în cantitate importantă, să dea un component ușor gălbui sau portocaliu pielii. Hemoglobina din capilarele sangvine dă o colorație rozalie sau roșiatică pieilor deschise la culoare, cu excepția persoanelor care au un strat gros de grăsime subcutanat.
Genetica joacă un rol capital în determinarea tenului, dar și expunerea la Soare, cea mai mare parte a ființelor umane bronzându-se sub efectul radiațiilor ultraviolete. Consumul unor medicamente, cât și unele patologii, cum este boala Addison, pot provoca o hiperpigmentare, sau din contra depigmentări, cum este la persoanele cu vitiligo. Hormonii feminini în mare cantitate provoacă la unele femei o hiperpigmentare parțială a feței (mască de graviditate).